# Tom Piotrowski
Thomas Tracy Piotrowski, detto Tom (West Chester, 17 ottobre 1960), è un ex cestista statunitense, professionista nella NBA.

## Carriera
Venne selezionato dai Portland Trail Blazers al terzo giro del Draft NBA 1983 (62ª scelta assoluta).